# Buxbaumia javanica
Buxbaumia javanica là một loài rêu trong họ Buxbaumiaceae. Loài này được Müll. Hal. mô tả khoa học đầu tiên năm 1848.